# Henry Guest
Le lieutenant-colonel Christian Henry Charles Guest (15 février 1874 - 9 octobre 1957), généralement connu sous le nom de Henry Guest, est un homme politique du Parti libéral du Royaume-Uni.

## Famille
Il est le deuxième fils d'Ivor Guest (1er baron Wimborne) et de son épouse Lady Cornelia Henrietta Maria Spencer-Churchill, une tante du Premier ministre Winston Churchill . Son frère aîné Ivor Churchill Guest est l'un des derniers lords-lieutenants d'Irlande, et ses frères cadets Frederick Guest et Oscar Guest sont également députés.
En 1911, il épouse l'honorable Frances Lyttelton (1885-1918), fille de Charles Lyttelton (8e vicomte Cobham). Ils ont un fils, John Guest (né en 1913) .

## Carrière militaire
Guest est officier dans le 3e Bataillon des Lancaster Fusiliers en 1892, et dans le 1er Royal Dragoons en 1894. Il sert dans la seconde guerre des Boers, en Afrique du Sud, de 1899 à 1902 (dépêches, médaille de la reine 5 fermoirs, médaille du roi 2 fermoirs)  et 1901 est détaché pour servir dans l'état-major. Après la fin de la guerre en Afrique du Sud, il est, à partir de juin 1902, aide de camp du brigadier-général Burn-Murdoch, officier général commandant le district de Standerton. Il sert ensuite en Inde de 1902 à 1907. À son retour au Royaume-Uni, il fréquente le Staff College en 1907 et est instructeur à l'école de cavalerie. Il sert plus tard dans la Première Guerre mondiale de 1914 à 1915 et en 1918 .

## Carrière politique
Son frère cadet Freddie est élu député libéral d'East Dorset aux élections générales de janvier 1910, mais est invalidé après des irrégularités électorales par son agent de circonscription. Lors de l'élection partielle qui s'ensuit en juin 1910, Henry est élu pour lui succéder . Aux élections générales de décembre 1910, Henry est élu dans la circonscription de Pembroke et Haverfordwest et Freddie est réélu à East Dorset.
Lorsque son siège de Pembroke et Haverford West est aboli pour les élections générales de 1918, Guest se présente comme candidat libéral de la coalition dans le siège de Wandsworth Central dans le sud de Londres, où il arrive en troisième position .
Il est réélu à la Chambre des communes aux élections générales de 1922, en tant que député libéral national de Bristol North. Cependant, il est battu aux élections de 1923, et se retire en 1924 en faveur de son frère Freddie .
Henry ne se présente plus au Parlement jusqu'à la mort de son frère en 1937, lorsqu'il remporte l'élection partielle pour le siège de Freddie à Plymouth Drake en tant que conservateur. Il occupe ce siège jusqu'à sa défaite aux élections générales de 1945 .